# Аканджи, Муйдин
Муйдин Аканджи (англ. Muideen Akanji; род. 23 марта 1992, Лагос, Лагос) — нигерийский боксёр, представитель средней весовой категории. Выступал за сборную Нигерии по боксу в начале 2010-х годов, бронзовый призёр Всеафриканских игр в Мапуту, участник летних Олимпийских игр в Лондоне.

## Биография
Муйдин Аканджи родился 12 мая 1992 года в Лагосе, Нигерия.
Впервые заявил о себе в боксе в сезоне 2010 года, когда выступил на чемпионате мира среди юношей в Баку и на юношеских Олимпийских играх в Сингапуре. Тем не менее, попасть на этих соревнованиях в число призёров не смог.
В 2011 году вошёл в основной состав нигерийской национальной сборной и побывал на Всеафриканских играх в Мапуту, откуда привёз награду бронзового достоинства, выигранную в зачёте средней весовой категории — на стадии полуфиналов был остановлен алжирцем Саадом Каддусом.
На африканской олимпийской квалификации в Касабланке Аканджи сумел дойти до полуфинала и тем самым удостоился права защищать честь страны на летних Олимпийских играх 2012 года в Лондоне. Уже в стартовом поединке категории до 75 кг со счётом 6:15 потерпел поражение от ирландца Даррена О’Нила и сразу же выбыл из борьбы за медали.
После лондонской Олимпиады Муйдин Аканджи больше не показывал сколько-нибудь значимых достижений в боксе на международной арене.